# Латимер, Льюис Ховард
Льюис Ховард Латимер (4 сентября 1848 — 11 декабря 1928) — американский изобретатель, получивший несколько патентов на технические усовершенствования. Его изобретения включали в себя испарительный охладитель, усовершенствованный процесс производства углеродных нитей накаливания для электрических лампочек и улучшенную систему туалетов для железнодорожных вагонов.

## Биография
Родился в Челси в штате Массачусетс; был младшим из четырёх детей в семье беглого раба Джорджа Латимера, в октябре 1842 года сбежавшего из Виргинии от своего хозяина Джеймса Грея вместе со своей женой Ребеккой, рабыней другого человека, в Бостон. Грей разыскал пару, но бостонцы сумели собрать 400 долларов и выкупить у него свободу Джорджа. Суд над Джорджем получил широкую известность; его представляли Фредерик Дуглас и Уильям Ллойд Гаррисон. Семья вынужденно разделилась из-за опасений после дела Дреда Скотта.
Льюис Латимер 16 сентября 1863 года (в возрасте 15 лет) поступил на службу в военно-морской флот США и служил на пароходе USS Massasoit в звании лендсмена. Уволившись из ВМФ 3 июля 1865 года, он получил место в фирме «Crosby Halstead and Gould», занимавшейся оформлением патентов, с жалованием 3 доллара в неделю; там он научился пользоваться угольником, линейкой и другими чертёжными инструментами. Позже, после того как его начальник отметил способности Льюиса к созданию чертежей заверяемых патентов, Латимер был назначен на должность старшего чертёжника и к 1872 году зарабатывал 20 долларов в неделю. В 1884 году он поступил на работу чертёжником к Томасу Эдисону в компанию Edison Electric Light Company. 
15 июля 1873 года женился; в браке родилось двое детей. С 1903 по 1928 год Латимер вместе с семьёй проживал в Нью-Йорке на Холи-авеню.  

## Патенты
В 1874 году совместно с Чарльзом М. Брауном Латимер запатентовал усовершенствованную систему туалетов для железнодорожных вагонов (патент США 147363). В 1876 году помог оформлять чертёж к патенту Александра Белла на телефон. В 1881 году совместно с Джозефом Николсом изобрёл углеродную нить, которую впоследствии использовал в изобретении электрической лампочки Томас Эдисон, в том же году продав патент компании «United States Electric Company»; 17 января 1882 года получил патент на производство углеродных нитей для ламп. В 1884 году сотрудничал с компанией Эдисона в качестве чертёжника и эксперта-свидетеля в вопросах о патентных спорах. В 1890 году написал книгу «Incandescent Electric Lighting» и руководил работами по организации системы уличного освещения Нью-Йорка, Филадельфии, Монреаля и Лондона. По состоянию на 1911 год занимался консультированием нескольких юридических фирм в области патентов.